# Canton de Béthune-Sud
Le canton de Béthune-Sud est une division administrative française située dans le département du Pas-de-Calais et la région Nord-Pas-de-Calais.

## Géographie

Le canton de Béthune-Sud dans l'arrondissement de Béthune

Ce canton est organisé autour de Béthune dans l'arrondissement de Béthune. Son altitude varie de 18 m (Béthune) à 100 m (Allouagne) pour une altitude moyenne de 34 m.

## Histoire
Canton créé en 1973. Supprimé en 2014.

## Administration
| Période | Période | Identité        | Étiquette   | Qualité |
| ------- | ------- | --------------- | ----------- | --- |
| 1973    | 1979    | Daniel Roussel  | PCF         | Employé à la Sécurité sociale Conseiller régional, adjoint au maire de Béthune |
| 1979    | 1985    | Jacques Mellick | PS          | Cadre de société (attaché de société coopérative HLM) Maire de Béthune (1977 → 1995 et 2002 → 2008) Député (1978 → 1988 et 1993 → 1996) Ministre Élu en 1985 dans le Canton de Béthune-Nord |
| 1985    | 1998    | Bernard Seux    | PS puis MDC | Agent technique supérieur de la sécurité sociale Député (1995 → 2002) Maire de Béthune (1995 → 2002)                                                                                        |
| 1998    | 2015    | Alain Delannoy  | PS          | Infirmier Maire de Lapugnoy (1989 → ) Élu en 2015 dans le nouveau Canton de Béthune |

## Composition
| Communes               | Population (2012) | Code postal | Code Insee |
| ---------------------- | ----------------- | ----------- | ---------- |
| Allouagne              | 3 055             | 62157       | 62023      |
| Béthune (1)            | 27 808            | 62400       | 62119      |
| Fouquereuil            | 1 023             | 62232       | 62349      |
| Fouquières-lès-Béthune | 1 133             | 62232       | 62350      |
| Labeuvrière            | 1 710             | 62122       | 62479      |
| Lapugnoy               | 3 310             | 62122       | 62489      |
| Verquin                | 3 248             | 62131       | 62848      |

(1) fraction de commune.

## Démographie
| 1962 | 1968 | 1975 | 1982 | 1990 | 1999 | 2009 |
| ---- | ---- | ---- | ---- | ---- | ---- | ---- |
| -    | -    | -    | -    | -    | -    | -    |